# Калмыцкое имя
Помимо собственных калмыцких имён, калмыками употребляются санскритские и тибетские имена, проникшие в их культуру вместе с тибетским буддизмом. Современные калмыки могут носить также русские и другие европейские имена, попавшие в использование через русский язык после переселения калмыков в Россию.
Собственно калмыцкие личные имена в семантическом отношении:
1. Имена калмыцких эпических героев — Санал, Мерген, Җаңhр/Джангар, Хонhр/Хонгор, Мингиян/Мигмар, Савр/Савар;
2. Производные от топонимов — Элистина, Иҗл/Иджил, Алцхута, Колор;
3. Слова обозначающие цвет или число — Цаhан/Цаган («белый»), Ноhан/Ноган («зеленый»), Улан («красный»), Зурhан/Зурган («шесть»), Тавн («пять»);
4. Слова обозначающие положительные личные качества человека — Сәәхлә/Сяхля («красивая»), Дүң/Дун («грациозная»), Бата («крепкий»);
5. Слова выражающие жизненные блага — Байн («богатство»), Җирhал/Джиргал («счастье», «жизнь»), Байр («радость»), Алтан («золото»);

Тибетские и санскритские личные имена в семантическом отношении:
1. Астрономические объекты — Анhараг/Ангарак (Марс), Бембә/Бембя (Сатурн), Адьян (Солнце);
2. Буддийские термины — Санҗи/Санджи («Будда»), Буйнта («добродетель»);
3. Положительные качества и свойства человека — Җав/Джав («защита»), Церен («долгая жизнь»).

В исторический период известно об употреблении калмыками имён-оберегов:
1. Слова, обозначающие названия животных — Чон («волк»), Элә/Эля («орел»), Ноха («собака»), Аюка («медвежонок»);
2. Названия различных растений — Цецгә/Цецгя («цветок»);
3. В качестве имён даваемых для оберегания от «злых духов» были и не калмыцкие имена в своеобразной транскрипции — Вазьки (от Василий), Микула (от Николай), Ягур (от Егор). Некоторые современные калмыцкие фамилии восходят к этим именам-оберегам: Нохаев, Чонов, Чонаев.

Также распространены у калмыков были двойные имена (в Яндыко-Мочажном, Хошеутском, Эркетеневском улусах) — Байкен, Тауман, Санджи-Гаря (у калмыков Хошеутовского улуса Санҗи-Ара), Эрдни-Хал, Церен-Дорҗи. Сейчас двойные имена сохраняются в форме отчества. Существовал обычай хадм (табуирование имён), который требовал от невестки, пришедшей в семью мужа, искажения собственных имен родственников мужа (вместо Бадм — Ядм, вместо Дорҗ/Дорджи — Ерҗ/Ердж), так рождались «новые» имена.
При появлением русской администрации (XVII в.) у калмыков происходит становление фамилий, которые образовывали от имени отца — Эрдниев (Эрдни), Бадмаев (Бадма), Кичиков (Кичик). Например если имя калмыка было Нема, а фамилия Дорджиев, значит, имя его отца — Дорҗ, а фамилия детей Нема Дорджиева будет Немаевы. Постепенно фамилия становится наследственной и начинают появляться отчества, определявшиеся по имени отца.